# 興部中継局
興部テレビ中継局（おこっぺテレビちゅうけいきょく）は、北海道紋別郡興部町北興の三井山にあるテレビ中継局。

## 送信施設

### デジタルテレビ放送
| リモコン キーID | 放送局名             | 物理 チャンネル | 物理 チャンネル | 空中線 電力 | ERP  | 偏波面   | 放送対象地域 | 放送区域 内世帯数 | 運用開始日     |
| リモコン キーID | 放送局名             | 変更前          | 変更後          | 空中線 電力 | ERP  | 偏波面   | 放送対象地域 | 放送区域 内世帯数 | 運用開始日     |
| --------------- | -------------------- | --------------- | --------------- | ----------- | ---- | -------- | ------------ | ----------------- | -------------- |
| 1               | HBC 北海道放送       | 19              | 27              | 300mW       | 3.5W | 水平偏波 | 北海道       | 約1,000世帯       | 2010年 10月1日 |
| 2               | NHK 北見教育         | 21              | 36              | 300mW       | 6.9W | 水平偏波 | 全国         | 約1,000世帯       | 2010年 10月1日 |
| 3               | NHK 北見総合         | 15              | 35              | 300mW       | 6.1W | 水平偏波 | オホーツク圏 | 約1,000世帯       | 2010年 10月1日 |
| 5               | STV 札幌テレビ放送   | 28              | 28              | 300mW       | 4.2W | 水平偏波 | 北海道       | 約1,000世帯       | 2010年 10月1日 |
| 6               | HTB 北海道テレビ放送 | 17              | 17              | 300mW       | 3W   | 水平偏波 | 北海道       | 約1,000世帯       | 2010年 10月1日 |
| 7               | TVh テレビ北海道     | 26              | 26              | 300mW       | 3.4W | 水平偏波 | 北海道       | 約1,000世帯       | 2014年 10月1日 |
| 8               | UHB 北海道文化放送   | 34              | 34              | 300mW       | 5.1W | 水平偏波 | 北海道       | 約1,000世帯       | 2010年 10月1日 |

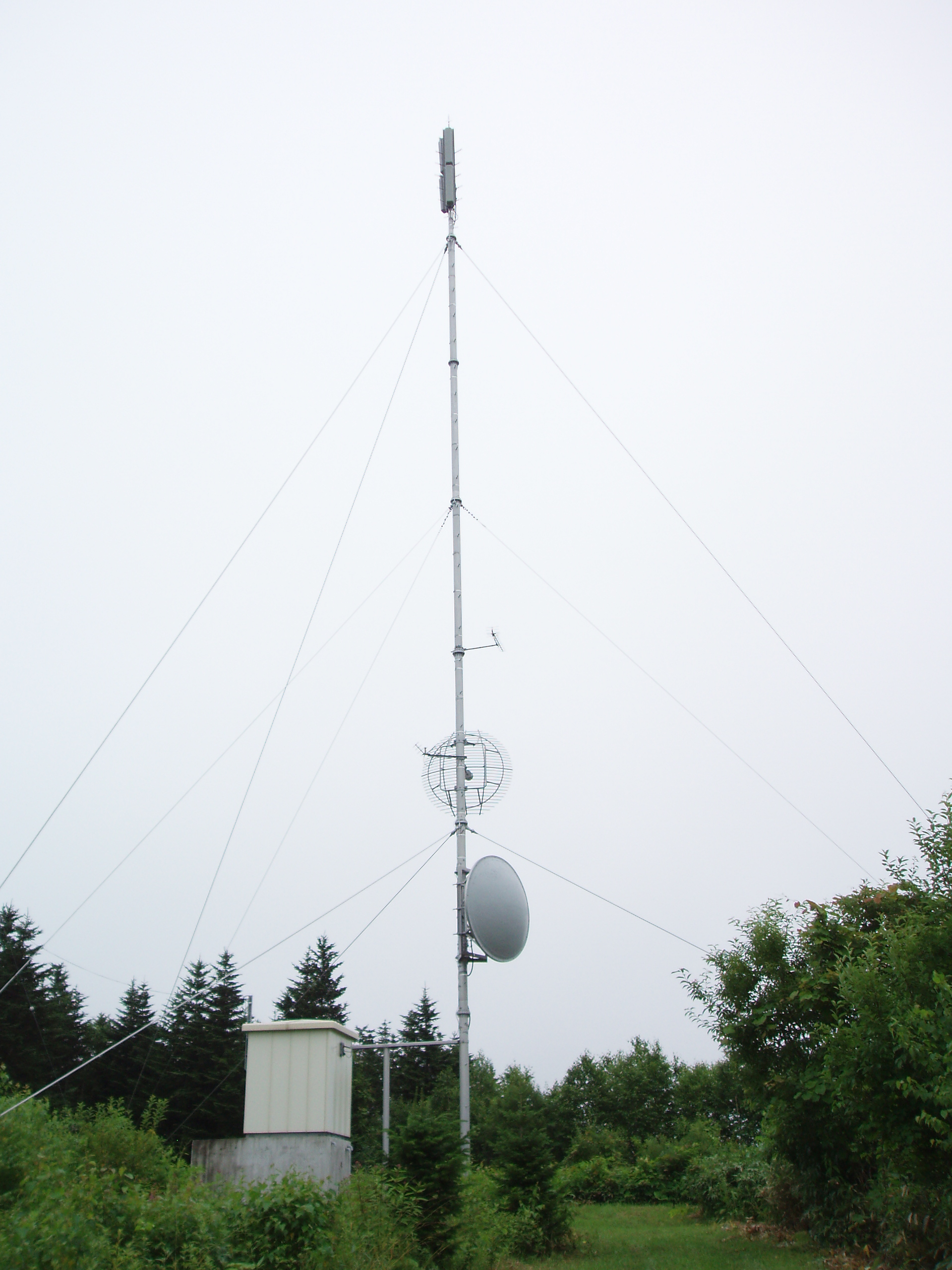
興部中継局
（NHK北見放送局）

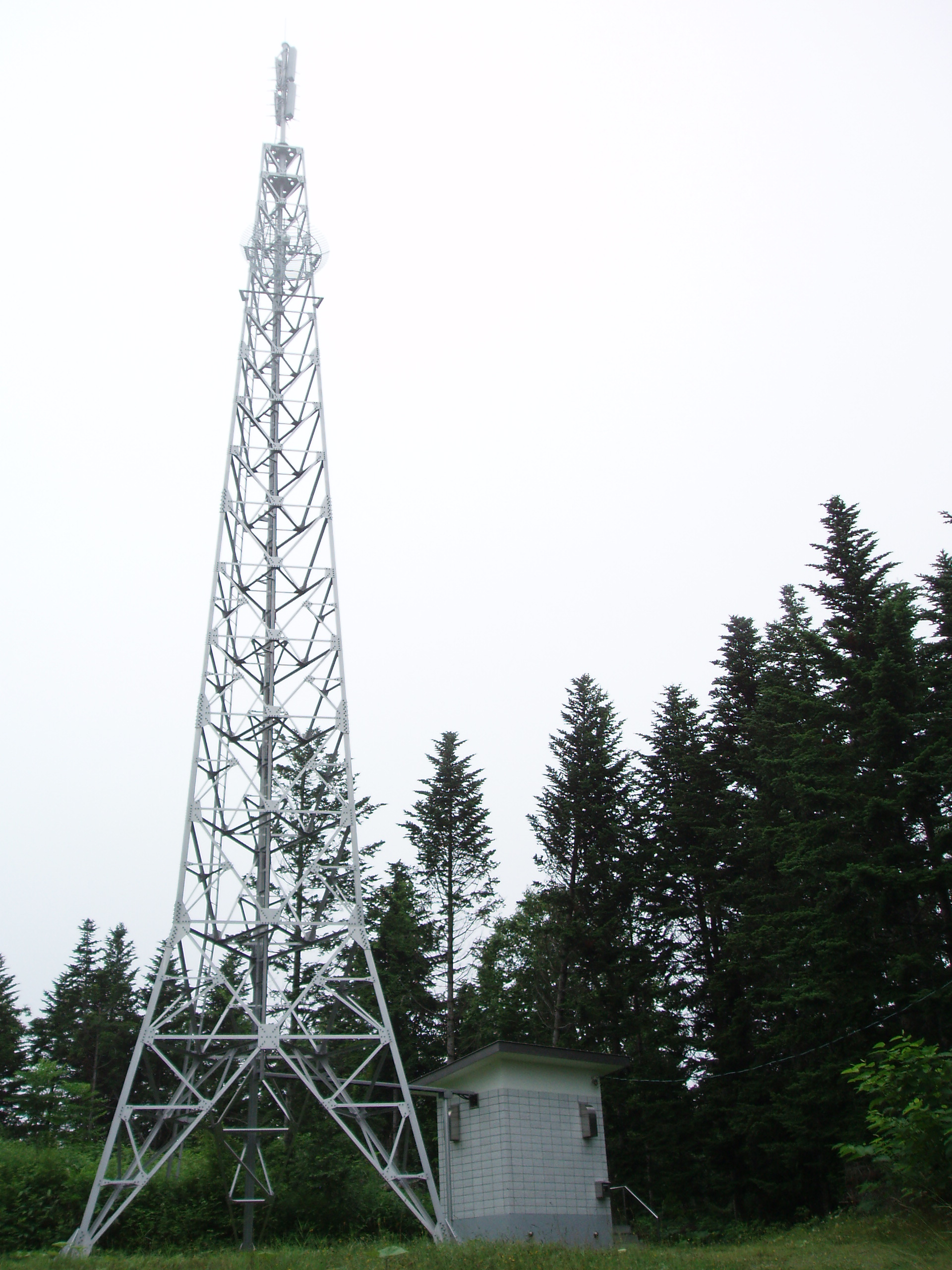
興部中継局
（民放）

- NHK（総合・教育）とHBCは2013年10月に送信チャンネルが変更された（赤太字が変更後のチャンネル）。これは春から秋頃にかけて自然現象により突発的に発生する電波異常伝搬に起因するフェージング性の受信障害によるデジタル混信が興部町の広範囲で生じたためである（同一チャンネルを使用している札幌送信所か旭川送信所のどちらかと混信。HBCについては近隣の枝幸中継局も興部中継局と同じ19chを使用しているが、混信があるかは不明）。該当地域では送信チャンネルが変更されるまで地デジ難視対策衛星放送の対象となっていた。

### アナログテレビ放送
| チャンネル   | 放送局名             | 空中線 電力       | ERP               | 偏波面       | 放送対象地域 | 放送区域 内世帯数 | 運用開始日     |
| ------------ | -------------------- | ----------------- | ----------------- | ------------ | ------------ | ----------------- | -------------- |
| 49           | NHK 北見教育         | 映像3W/ 音声750mW | 映像135W/ 音声34W | 水平偏波     | 全国         | -                 | 1969年 9月10日 |
| 51           | NHK 北見総合         | 映像3W/ 音声750mW | 映像105W/ 音声27W | 水平偏波     | オホーツク圏 | -                 | 1969年 9月10日 |
| 53           | HBC 北海道放送       | 映像3W/ 音声750mW | 映像26W/ 音声6.4W | 水平偏波     | 北海道       | -                 | -              |
| 55           | STV 札幌テレビ放送   | 映像3W/ 音声750mW | 映像26W/ 音声6.4W | 水平偏波     | 北海道       | -                 | -              |
| 57           | HTB 北海道テレビ放送 | 映像3W/ 音声750mW | 映像26W/ 音声6.4W | 水平偏波     | 北海道       | -                 | -              |
| 59           | UHB 北海道文化放送   | 映像3W/ 音声750mW | 映像26W/ 音声6.4W | 水平偏波     | 北海道       | -                 | -              |
| （割当なし） | TVh テレビ北海道     | （開局せず）      | （開局せず）      | （開局せず） | （開局せず） | （開局せず）      | （開局せず）   |

- 地デジは、2014年10月1日に開局したTVhを除いて2010年10月1日に開局した。民放は当初、自力建設困難となっていた。町の中心部など場所によっては紋別中継局からの電波が受信できるところもある（海沿いの地域は紋別中継局のエリアとしてカバーされている）。
  - TVhについては2011年11月に網走送信所を開局、既に他局で開局している網走送信所の電波でも紋別市の一部までカバーされているため、興部町内の一部地域（主に海沿いに近い地域）でもパラスタックアンテナ（必要に応じ、ブースターも用意）で網走送信所に向ければ受信できる可能性がある（網走送信所から興部町内までは直線距離で約110km離れているが、障害物となるものがほとんどないため）。
- FMラジオの中継局はないため、枝幸中継局、知駒中継局、紋別中継局、網走送信所のいずれかの電波を受信する。網走送信所が受信できる場合はNHKに加え、AIR-G'が受信可能。

## その他

### 放送エリア
興部町市街地および西興部村中興部地区。一部地域（主にオホーツク海沿いの地域）は紋別中継局でカバーしている。なお、西興部村では西興部村コミュニケーションネットワークが興部中継局の電波を使って地上デジタル波を再送信する（アナログ地上波の受信点であるすり鉢山とは別の場所に新設された受信点で受信し、ケーブルで本局に伝送している）。

### 設置住所
紋別郡興部町北興の三井山。